# صالح بن صالح بن حي
صالح بن صالح بن حي بن مسلم بن حيان بن شفي بن هني بن رافع الهمداني الثوري، أحد رواة الحديث النبوي من طبقة تابعي التابعين، ووالد الحسن بن صالح بن حي، وعلي بن صالح بن حي.

## روايته للحديث النبوي
روى عن: الحارث العكلي، وحميد الشامي، وأبي معشر زياد بن كليب التميمي، وسعيد بن عمرو بن أشوع القاضي، وأبي السفر سعيد بن يحمد الهمداني، وسلمة بن كهيل، وسماك بن حرب، وسنان بن الحارث بن مصرف ابن أخي طلحة بن مصرف، وعاصم الأحول، وعامر الشعبي، وعبد الرحمن بن سعيد بن وهب الهمداني، وعبد الرحمن بن أبي نعم البجلي، وعلي بن الأقمر، وعون بن عبد الله بن عتبة بن مسعود، والقاسم بن صفوان بن مخرمة الزهري، وأبي بكر بن عمرو بن عتبة بن فرقد.
روى عنه: ابنه الحسن بن صالح بن حي، وحفص بن غياث، وزائدة بن قدامة، وسفيان الثوري، وسفيان بن عيينة، وأبو خالد سليمان بن حيان الأحمر، وسلام بن أبي مطيع، وشريك بن عبد الله النخعي، وشعبة بن الحجاج، وعبد الله بن المبارك، وعبد الرحمن بن محمد المحاربي، وأبو زهير عبد الرحمن بن مغراء، وعبد الواحد بن زياد، وعبدة بن سليمان، وابنه علي بن صالح بن حي، وعمر بن علي بن مقدم المقدمي، وأبو حمزة محمد بن ميمون السكري، وهشيم بن بشير، وأبو عوانة الوضاح بن عبد الله، ويحيى بن زكريا بن أبي زائدة.

## أقوال العالماء فيه
- قال يحيى بن معين: ثقة.
- وقال أحمد بن حنبل: ثقة ثقة.[3]
- وذكره ابن حبان في ثقاته.[4]
- وقال العجلي: كان ثقة، روى عن الشعبي أحاديث يسيرة، وما نعرف عنه في المذهب إلا خير.[5]
- وقال سفيان بن عيينة: حدثنا صالح بن صالح بن حي، وكان خيرا من ابنيه الحسن وعلي، وكان علي خيرهما.
- وقال النسائي: ثقة.
- وقال يعقوب بن سفيان: لا بأس به.